# Slag bij Alnwick
De Slag bij Alnwick was een veldslag die plaatsvond in 1174 tijdens de Opstand van 1173-1174. De slag werd uitgevochten door Engelse loyalisten van koning Hendrik II en de Schotse koning Willem de Leeuw.

## Aanloop
Willem de Leeuw erfde de titel van graaf van Northumbria in 1152, maar moest deze titel vijf jaar later alweer afstaan aan Hendrik II van Engeland. Toen Hendrik de Jongere in opstand kwam tegen zijn vader bood hij de Schotse koning Northumbria als hij de zaak van hem zou steunen. In juni van 1173 viel Willem I Engeland voor het eerst binnen, maar de kastelen van Newcastle en Prudhoe bleken te sterk te zijn voor het invasieleger en hij keerde daarop terug naar Schotland.
In 1174 keerde Willem I met een leger terug en belegerde nogmaals Prudhoe, maar na drie dagen gaf hij het beleg al op een reed hij noordwaarts om Alnwick te belegeren. De Schotse koning had zijn leger in drie verschillende colonnes onderverdeeld.

## Slag
Willem I van Schotland had een fout gemaakt door zijn leger te verdelen in plaats van het te concentreren rond Alnwick. In de nacht van 11 juli reed Ranulf de Glanvill aan het hoofd van 400 cavaleristen naar Alnwick toe. Bij dageraad kwamen in ze in Alnwick aan en vonden ze het kamp van de Schotse koning waar hij slechts bewaakt werd door zijn persoonlijke lijfwacht. Het gevecht duurde niet al te lang en nadat het paard van de koning was gesneuveld gaf hij zich over aan de Engelsen.

## Nasleep
De Schotse koning werd vervolgens naar Newcastle gebracht en zijn leger keerde zonder leider terug naar Schotland. Uiteindelijk werd Willem overgeplaatst naar Falaise in Normandië en stuurde Hendrik II een leger naar Schotland om enkele strategische kastelen te bezetten. Met het ondertekenen van het Verdrag van Falaise verkreeg Willem I zijn vrijheid, maar moest daarbij wel Hendrik als zijn leenheer erkennen.